# Liste der Kulturgüter von nationaler Bedeutung im Kanton Bern
Diese Liste enthält alle national bedeutenden Kulturgüter (A-Objekte, geregelt in KGSV) im Kanton Bern, die in der Ausgabe 2021 (Stand: 1. Januar 2023) des Schweizerischen Inventars der Kulturgüter von nationaler und regionaler Bedeutung vermerkt sind. Sie ist nach politischen Gemeinden sortiert.

## Abkürzungen
- A: Archäologie
- Arch: Archiv
- B: Bibliothek
- E: Einzelobjekt
- M: Museum
- O: Mehrteiliges Objekt
- S: Spezialfall

## Inventar nach Gemeinde

### Aarberg
| KGS-Nr. | Foto | Objektbezeichnung   | Typ | Adresse           | Koordinaten     |
| ------- | ---- | ------------------- | --- | ----------------- | --------------- |
| 00578   |      | Gedeckte Holzbrücke | E   | Stadtplatz        | 587521 / 210300 |
| 09766   |      | Liechtihaus         | E   | Kappelenstrasse 1 | 587380 / 210295 |

### Aarwangen
| KGS-Nr. | Foto | Objektbezeichnung | Typ | Adresse              | Koordinaten     |
| ------- | ---- | ----------------- | --- | -------------------- | --------------- |
| 00587   |      | Tierlihaus        | E   | Jurastrasse 3        | 625004 / 232188 |
| 09191   |      | Speicher          | E   | Meiniswilstrasse 66b | 622801 / 231180 |

### Aegerten
| KGS-Nr. | Foto | Objektbezeichnung   | Typ | Adresse | Koordinaten     |
| ------- | ---- | ------------------- | --- | ------- | --------------- |
| 10483   |      | Goldhubel (Erdwerk) | A   | Moosweg | 587801 / 218480 |

### Allmendingen bei Bern
| KGS-Nr. | Foto | Objektbezeichnung                | Typ | Adresse         | Koordinaten     |
| ------- | ---- | -------------------------------- | --- | --------------- | --------------- |
| 00591   |      | Herrenbauernhaus Alter Sandacker | E   | Sandacherweg 12 | 606702 / 196064 |
| 11714   |      | Villa Caldwell                   | E   | Bergliweg 11    | 605944 / 195651 |

### Amsoldingen
| KGS-Nr. | Foto | Objektbezeichnung                                | Typ | Adresse                       | Koordinaten     |
| ------- | ---- | ------------------------------------------------ | --- | ----------------------------- | --------------- |
| 00594   |      | Ehemalige Stiftskirche St. Mauritius und Schloss | O   | Chorherrengasse 4 / Schloss 1 | 610719 / 175119 |

### Bätterkinden
| KGS-Nr. | Foto | Objektbezeichnung | Typ | Adresse             | Koordinaten     |
| ------- | ---- | ----------------- | --- | ------------------- | --------------- |
| 00598   |      | Kirche            | E   | Bernstrasse 15      | 607721 / 219790 |
| 09192   |      | Bauernhof         | O   | Solothurnstrasse 39 | 607435 / 220800 |

### Belp
| KGS-Nr. | Foto | Objektbezeichnung                | Typ | Adresse                             | Koordinaten     |
| ------- | ---- | -------------------------------- | --- | ----------------------------------- | --------------- |
| 00605   |      | Schloss Oberried mit Dependenzen | O   | Seftigenstrasse 118, 120            | 604269 / 193065 |
| 09065   |      | Bider-Hangar                     | E   | Flugplatz 936 / Flugplatzstrasse 47 | 604786 / 195858 |

### Biel/Bienne
| KGS-Nr. | Foto | Objektbezeichnung                                         | Typ | Adresse                             | Koordinaten     |
| ------- | ---- | --------------------------------------------------------- | --- | ----------------------------------- | --------------- |
| 00753   |      | Reformierte Stadtkirche                                   | E   | Ring 2                              | 585431 / 221180 |
| 00754   |      | Alte Krone                                                | E   | Obergasse 1                         | 585420 / 221238 |
| 00756   |      | Atelier Robert (Künstleratelier)                          | E   | Paul Robert-Weg 11                  | 586192 / 222310 |
| 00762   |      | Zunfthaus zu Waldleuten                                   | E   | Ring 8                              | 585438 / 221198 |
| 00764   |      | Verwaltungsgebäude und Montagehallen der General Motors   | E   | Salzhausstrasse 21                  | 585194 / 219930 |
| 00766   |      | Hauptbahnhof                                              | E   | Bahnhofplatz 4                      | 585157 / 220241 |
| 00768   |      | Haus Jordi-Kocher                                         | E   | Zentralstrasse 45, 47               | 585424 / 220720 |
| 00773   |      | Katholische Pfarrkirche St. Maria Immaculata              | E   | Juravorstadt 45                     | 585701 / 221550 |
| 00774   |      | Kongresshaus                                              | E   | Zentralstrasse 60                   | 585531 / 220450 |
| 00775   |      | Kontrollgebäude                                           | E   | Zentralstrasse 45                   | 585486 / 220683 |
| 00776   |      | Ehemaliger Landsitz Rockhall                              | O   | Seevorstadt 103                     | 585126 / 221060 |
| 00789   |      | Volkshaus                                                 | E   | Bahnhofstrasse 11                   | 585212 / 220401 |
| 08543   |      | Stiftung Sammlung Robert                                  | M   | Schüsspromenade 26 / Seevorstadt 52 | 585092 / 220905 |
| 08544   |      | NMB – Neues Museum Biel (ehem. Museen Schwab und Neuhaus) | M   | Schüsspromenade 26 / Seevorstadt 52 | 585092 / 220905 |

### Blumenstein
| KGS-Nr. | Foto | Objektbezeichnung  | Typ | Adresse           | Koordinaten     |
| ------- | ---- | ------------------ | --- | ----------------- | --------------- |
| 00794   |      | Reformierte Kirche | E   | Kirchenstrasse 26 | 605762 / 174979 |

### Bolligen
| KGS-Nr. | Foto | Objektbezeichnung  | Typ | Adresse               | Koordinaten     |
| ------- | ---- | ------------------ | --- | --------------------- | --------------- |
| 00798   |      | Wegmühle           | O   | Bolligenstrasse 70–84 | 604409 / 201997 |
| 09201   |      | Kleingewerblerhaus | E   | Eisengasse 31, 33     | 604279 / 202592 |

### Boltigen
| KGS-Nr. | Foto | Objektbezeichnung                | Typ | Adresse           | Koordinaten     |
| ------- | ---- | -------------------------------- | --- | ----------------- | --------------- |
| 09202   |      | Bauernhaus                       | E   | Adlemsried 85, 86 | 596824 / 165321 |
| 09555   |      | Ranggiloch (mesolithischer Abri) | A   |                   | 592375 / 164925 |
| 09770   |      | Bauernhaus                       | E   | Weissenbach 543   | 595108 / 161702 |

### Bowil
| KGS-Nr. | Foto | Objektbezeichnung       | Typ | Adresse       | Koordinaten     |
| ------- | ---- | ----------------------- | --- | ------------- | --------------- |
| 09203   |      | Hochstudhaus, Oberhofen | O   | Sagistrasse 3 | 619334 / 194497 |

### Bremgarten bei Bern
| KGS-Nr. | Foto | Objektbezeichnung  | Typ | Adresse                   | Koordinaten     |
| ------- | ---- | ------------------ | --- | ------------------------- | --------------- |
| 00806   |      | Schloss Bremgarten | E   | Aeschenbrunnmattstrasse 2 | 600354 / 202994 |

### Brienz
| KGS-Nr. | Foto | Objektbezeichnung                                | Typ | Adresse              | Koordinaten     |
| ------- | ---- | ------------------------------------------------ | --- | -------------------- | --------------- |
| 00810   |      | Hotelkomplex Giessbach                           | E   | Giessbach 1201, 1202 | 644697 / 176191 |
| 09556   |      | Axalp (mittelalterliche/neuzeitliche Alpwüstung) | A   |                      | 645730 / 172124 |

### Brienzwiler,Hofstetten bei Brienz
| KGS-Nr. | Foto | Objektbezeichnung          | Typ | Adresse | Koordinaten     |
| ------- | ---- | -------------------------- | --- | ------- | --------------- |
| 08545   |      | Freilichtmuseum Ballenberg | M   |         | 649500 / 177799 |

### Brüttelen
| KGS-Nr. | Foto | Objektbezeichnung              | Typ | Adresse                  | Koordinaten     |
| ------- | ---- | ------------------------------ | --- | ------------------------ | --------------- |
| 09575   |      | Eisenzeitliche Grabhügelgruppe | A   | Schaltenrain / Grossholz | 577171 / 208730 |

### Büren an der Aare
| KGS-Nr. | Foto | Objektbezeichnung | Typ | Adresse      | Koordinaten     |
| ------- | ---- | ----------------- | --- | ------------ | --------------- |
| 00822   |      | Schloss Büren     | O   | Hauptgasse 7 | 594902 / 221013 |

### Burgdorf
| KGS-Nr. | Foto | Objektbezeichnung                                    | Typ | Adresse                      | Koordinaten     |
| ------- | ---- | ---------------------------------------------------- | --- | ---------------------------- | --------------- |
| 00826   |      | Reformierte Stadtkirche                              | E   | Kirchbühl 24                 | 614150 / 211728 |
| 00827   |      | Schloss Burgdorf                                     | O   | Schlossgässli 1–4            | 614476 / 211544 |
| 00829   |      | Ehemalige Grosse Apotheke und Diesbacherhaus         | O   | Hohengasse 19, 21            | 614338 / 211729 |
| 00832   |      | Siechenhaus und Kapelle                              | O   | Kapellenweg 2, 5             | 614840 / 212450 |
| 00838   |      | Grosshaus                                            | E   | Hohengasse 4 / Kronenplatz 4 | 614315 / 211713 |
| 00839   |      | Haus zum Ochsen                                      | E   | Hohengasse 35                | 614326 / 211651 |
| 00843   |      | Kantonales Technikum                                 | E   | Technikumstrasse 7           | 613810 / 211875 |
| 00844   |      | Leinenweberei Schmid mit Villa                       | O   | Kirchbergstrasse 15–23       | 613787 / 212274 |
| 00850   |      | Villa Roth                                           | E   | Kreuzgraben 2                | 614039 / 211759 |
| 08546   |      | Museum Franz Gertsch (Sammlung)                      | M   | Platanenstrasse 3            | 614170 / 211895 |
| 09126   |      | Hofgut Villa Schnell                                 | O   | Bernstrasse 53–57            | 613749 / 211299 |
| 09147   |      | Ehemalige Mädchenschule                              | E   | Neuengasse 5                 | 614167 / 211626 |
| 09211   |      | Ehemaliges Niederspital                              | E   | Metzgergasse 15              | 614335 / 211813 |
| 09212   |      | Gehöft Grafenscheuren                                | O   | Grafenscheuren 1–10          | 615137 / 213838 |
| 09557   |      | Altstadt (mittelalterliche/neuzeitliche Stadt, Burg) | A   |                              | 614290 / 211680 |
| 16944   |      | BLS-Stiftung im ehemaligen Depot EBT                 | M   | Kirchbergstrasse 43c         | 613725 / 212280 |

### Burgistein
| KGS-Nr. | Foto | Objektbezeichnung | Typ | Adresse        | Koordinaten     |
| ------- | ---- | ----------------- | --- | -------------- | --------------- |
| 00852   |      | Schloss           | E   | Schlossgut 163 | 605090 / 181784 |

### Corgémont
| KGS-Nr. | Foto | Objektbezeichnung                                              | Typ | Adresse             | Koordinaten     |
| ------- | ---- | -------------------------------------------------------------- | --- | ------------------- | --------------- |
| 09295   |      | Archiv und Bibliothek der Konferenz der Mennoniten der Schweiz | B   | Le Jeanguisboden 52 | 578501 / 228959 |

### Därstetten
| KGS-Nr. | Foto | Objektbezeichnung  | Typ | Adresse          | Koordinaten     |
| ------- | ---- | ------------------ | --- | ---------------- | --------------- |
| 00862   |      | Knuttihaus im Moos | E   | Moos 47          | 604054 / 167216 |
| 00864   |      | Bauernhaus         | E   | Nidflue 309–309a | 605293 / 168003 |
| 09213   |      | Bauernhaus         | E   | Argel 161        | 603427 / 166664 |

### Diemtigen
| KGS-Nr. | Foto | Objektbezeichnung | Typ | Adresse     | Koordinaten     |
| ------- | ---- | ----------------- | --- | ----------- | --------------- |
| 00869   |      | Bauernhaus        | E   | Sälbezen 10 | 611213 / 166926 |
| 09773   |      | Bauernhaus        | E   | Dorf 32     | 609620 / 166411 |

### Dotzigen
| KGS-Nr. | Foto | Objektbezeichnung | Typ | Adresse        | Koordinaten     |
| ------- | ---- | ----------------- | --- | -------------- | --------------- |
| 00875   |      | Mühle             | E   | Lyssstrasse 24 | 593121 / 218501 |

### Dürrenroth
| KGS-Nr. | Foto | Objektbezeichnung | Typ | Adresse        | Koordinaten     |
| ------- | ---- | ----------------- | --- | -------------- | --------------- |
| 00876   |      | Bauernhof         | O   | Feld 93        | 626873 / 214593 |
| 00877   |      | Gasthof Bären     | E   | Dorfstrasse 17 | 626746 / 215510 |
| 09214   |      | Gärbihof          | E   | Gärbihof 1–9   | 626206 / 215459 |
| 09777   |      | Gasthof Kreuz     | E   | Dorfstrasse 20 | 626788 / 215484 |

### Eggiwil
| KGS-Nr. | Foto | Objektbezeichnung                               | Typ | Adresse                 | Koordinaten     |
| ------- | ---- | ----------------------------------------------- | --- | ----------------------- | --------------- |
| 09215   |      | Bauernhof Inner-Zimmertsei                      | O   | Inner-Zimmerzei 688–692 | 625818 / 193731 |
| 09558   |      | Schweinsberg (Erdwerk unbekannter Zeitstellung) | A   |                         | 626160 / 194150 |

### Erlach
| KGS-Nr. | Foto | Objektbezeichnung | Typ | Adresse         | Koordinaten     |
| ------- | ---- | ----------------- | --- | --------------- | --------------- |
| 00888   |      | Schloss           | E   | Altstadt 28, 30 | 573833 / 210447 |
| 08983   |      | Rathaus           | E   | Altstadt 1      | 573977 / 210464 |

### Erlenbach im Simmental
| KGS-Nr. | Foto | Objektbezeichnung  | Typ | Adresse         | Koordinaten     |
| ------- | ---- | ------------------ | --- | --------------- | --------------- |
| 00891   |      | Reformierte Kirche | O   | Platz 317       | 608680 / 167750 |
| 09216   |      | Agensteinhaus      | E   | Dorf 321        | 608791 / 167666 |
| 09217   |      | Ründihaus          | E   | Dorf 305        | 608794 / 167740 |
| 09527   |      | Platzhaus          | O   | Platz 317       | 608619 / 167673 |
| 09779   |      | Pfarrhaus          | O   | Pfrundhubel 363 | 608642 / 167772 |

### Ersigen
| KGS-Nr. | Foto | Objektbezeichnung | Typ | Adresse                    | Koordinaten     |
| ------- | ---- | ----------------- | --- | -------------------------- | --------------- |
| 09209   |      | Gehöft            | O   | Niederösch, Unterdorf 9/10 | 613080 / 218625 |

### Ferenbalm
| KGS-Nr. | Foto | Objektbezeichnung                  | Typ | Adresse          | Koordinaten     |
| ------- | ---- | ---------------------------------- | --- | ---------------- | --------------- |
| 00893   |      | Althus Jerisberghof                | O   | Jerisberghof 133 | 582888 / 200829 |
| 10460   |      | Eisenbahnviadukt BN über die Saane | E   | Gümmenenau       | 585135 / 198290 |

### Fraubrunnen
| KGS-Nr. | Foto | Objektbezeichnung          | Typ | Adresse                | Koordinaten     |
| ------- | ---- | -------------------------- | --- | ---------------------- | --------------- |
| 01040   |      | Reformierte Kirche Limpach | E   | Limpach, Chilchrain 15 | 604231 / 217305 |

### Gals
| KGS-Nr. | Foto | Objektbezeichnung                                        | Typ | Adresse          | Koordinaten     |
| ------- | ---- | -------------------------------------------------------- | --- | ---------------- | --------------- |
| 09219   |      | Jolimont-Gut                                             | O   | Jolimont 101–105 | 573044 / 209803 |
| 09559   |      | Chlosterwald, bronze- und eisenzeitliche Grabhügelgruppe | A   | Jolimont         | 572351 / 209060 |

### Gampelen
| KGS-Nr. | Foto | Objektbezeichnung             | Typ | Adresse            | Koordinaten     |
| ------- | ---- | ----------------------------- | --- | ------------------ | --------------- |
| 00908   |      | Pfarrhaus                     | E   | Oberdorfstrasse 11 | 571216 / 207280 |
| 09863   |      | Mesolithischer Siedlungsplatz | A   | Jänet / Rundi      | 571700 / 206601 |

### Gerzensee
| KGS-Nr. | Foto | Objektbezeichnung         | Typ | Adresse       | Koordinaten     |
| ------- | ---- | ------------------------- | --- | ------------- | --------------- |
| 00912   |      | Herrenbauernhaus Rütimatt | E   | Rütigässli 12 | 608373 / 188441 |

### Grandval
| KGS-Nr. | Foto | Objektbezeichnung       | Typ | Adresse                    | Koordinaten     |
| ------- | ---- | ----------------------- | --- | -------------------------- | --------------- |
| 00916   |      | Zehntenhaus             | E   | Place du Banneret Wisard 4 | 598950 / 236808 |
| 00918   |      | Haus des Venners Wisard | E   | Place du Banneret Wisard 3 | 598975 / 236793 |

### Grindelwald
| KGS-Nr. | Foto | Objektbezeichnung | Typ | Adresse | Koordinaten     |
| ------- | ---- | ----------------- | --- | ------- | --------------- |
| 10421   |      | Jungfraubahn      | S   |         | 645000 / 162999 |

### Grosshöchstetten
| KGS-Nr. | Foto | Objektbezeichnung | Typ | Adresse                     | Koordinaten     |
| ------- | ---- | ----------------- | --- | --------------------------- | --------------- |
| 01211   |      | Schloss und Park  | E   | Schlosswil, Schlossweg 8–10 | 612903 / 195232 |

### Gsteig
| KGS-Nr. | Foto | Objektbezeichnung     | Typ | Adresse                | Koordinaten     |
| ------- | ---- | --------------------- | --- | ---------------------- | --------------- |
| 09220   |      | Bauernhaus            | E   | Usseri Saalistrasse 10 | 587110 / 138818 |
| 09771   |      | Bauernhaus Feutersoey | E   | Usseri Zälgstrasse 7   | 586872 / 140094 |

### Guggisberg
| KGS-Nr. | Foto | Objektbezeichnung       | Typ | Adresse | Koordinaten     |
| ------- | ---- | ----------------------- | --- | ------- | --------------- |
| 09221   |      | Trifelers Babis Stöckli | E   | Dorf 74 | 591666 / 179534 |

### Guttannen
| KGS-Nr. | Foto | Objektbezeichnung                       | Typ | Adresse       | Koordinaten     |
| ------- | ---- | --------------------------------------- | --- | ------------- | --------------- |
| 09044   |      | Grimselstauwerke mit Anlagen und Hospiz | O   | Spittelnollen | 668522 / 158218 |

### Hasle bei Burgdorf
| KGS-Nr. | Foto | Objektbezeichnung | Typ | Adresse                           | Koordinaten     |
| ------- | ---- | ----------------- | --- | --------------------------------- | --------------- |
| 00930   |      | Holzbrücke        | E   | Brückenstrasse / Winterseistrasse | 615986 / 207784 |

### Heimiswil
| KGS-Nr. | Foto | Objektbezeichnung               | Typ  | Adresse  | Koordinaten     |
| ------- | ---- | ------------------------------- | ---- | -------- | --------------- |
| 00934   |      | Eidgenössisches Mikrofilmarchiv | Arch | Ried     | 615780 / 210580 |
| 00935   |      | Kirche und Pfarrhaus            | O    | Oberdorf | 616819 / 212699 |

### Herzogenbuchsee
| KGS-Nr. | Foto | Objektbezeichnung                      | Typ | Adresse        | Koordinaten     |
| ------- | ---- | -------------------------------------- | --- | -------------- | --------------- |
| 00937   |      | Gasthof Kreuz                          | O   | Kirchgasse 1   | 620327 / 226363 |
| 09234   |      | Mühle und Mühlehof im Ortsteil Oberönz | O   | Bernstrasse 67 | 619283 / 225372 |

### Hilterfingen
| KGS-Nr. | Foto | Objektbezeichnung | Typ | Adresse          | Koordinaten     |
| ------- | ---- | ----------------- | --- | ---------------- | --------------- |
| 00940   |      | Schloss           | O   | Staatsstrasse 52 | 616531 / 176312 |

### Hindelbank
| KGS-Nr. | Foto | Objektbezeichnung | Typ | Adresse          | Koordinaten     |
| ------- | ---- | ----------------- | --- | ---------------- | --------------- |
| 00942   |      | Schloss           | E   | von Erlach-Weg 2 | 607784 / 209145 |
| 00943   |      | Kirche            | E   | Kirchweg 1       | 607707 / 210084 |
| 09780   |      | Pfarrhaus         | E   | Kirchweg 3       | 607667 / 210096 |

### Hofstetten bei Brienz
| KGS-Nr. | Foto | Objektbezeichnung | Typ     | Adresse            | Koordinaten     |
| ------- | ---- | --- | ------- | ------------------ | --------------- |
| 00813   |      | Schweizerisches Freilichtmuseum Ballenberg                                                                                              | E       | Museumsstrasse     | 649569 / 177800 |
| 03397   |      | Bibliothek und wissenschaftliche Archive Ballenberg, Freilichtmuseum der Schweiz (inkl. ehemaliges Archiv für Bauernhausforschung, Zug) | B Arch. | Museumsstrasse 100 | 648876 / 177917 |

### Inkwil
| KGS-Nr. | Foto | Objektbezeichnung                                                                                            | Typ | Adresse | Koordinaten     |
| ------- | ---- | --- | --- | ------- | --------------- |
| 16528   |      | Inkwilersee Insel (CH-SO-02), Fundstelle der UNESCO-Welterbestätte "Prähistorische Pfahlbauten um die Alpen" | E   | Insel   | 616982 / 227553 |

### Innertkirchen
| KGS-Nr. | Foto | Objektbezeichnung          | Typ | Adresse      | Koordinaten     |
| ------- | ---- | -------------------------- | --- | ------------ | --------------- |
| 09223   |      | Bauernhaus Wyler Sunnsiten | E   | Feldweg 6    | 661625 / 173429 |
| 09914   |      | Säge Mühletal              | E   | Milital 642b | 663250 / 174059 |

### Ins
| KGS-Nr. | Foto | Objektbezeichnung              | Typ | Adresse                  | Koordinaten     |
| ------- | ---- | ------------------------------ | --- | ------------------------ | --------------- |
| 00949   |      | Eisenzeitliche Grabhügelgruppe | A   | Schaltenrain / Grossholz | 576950 / 208540 |
| 00950   |      | Fenis (Erdwerk)                | A   | Burgruine Hasenburg      | 575281 / 208190 |
| 00953   |      | Albert Anker-Haus              | E   | Müntschemiergasse 7      | 574823 / 206082 |
| 10491   |      | Bauernhaus Himmelriich         | E   | Rebstockweg 7            | 574692 / 206341 |
| 16529   |      | Eisenzeitlicher Grabhügel      | A   | Galge                    | 574450 / 207151 |

### Interlaken
| KGS-Nr. | Foto | Objektbezeichnung                                     | Typ | Adresse             | Koordinaten     |
| ------- | ---- | ----------------------------------------------------- | --- | ------------------- | --------------- |
| 00954   |      | Kursaal                                               | E   | Strandbadstrasse 44 | 632094 / 170902 |
| 00955   |      | Hotel Victoria-Jungfrau                               | E   | Höheweg 41          | 631987 / 170677 |
| 00957   |      | Hotel Royal-St. Georges                               | E   | Höheweg 139         | 632436 / 170927 |
| 00960   |      | Ehemalige Klosterbauten                               | O   | Schloss 1–11        | 632525 / 170724 |
| 16530   |      | Mittelalterliche-neuzeitliche ehemalige Klosteranlage | A   | Schloss             | 632556 / 170755 |
| 16771   |      | Dampfschiff Lötschberg                                | E S | Ländte              | 632929 / 171270 |

### Ittigen
| KGS-Nr. | Foto | Objektbezeichnung                                                          | Typ  | Adresse                          | Koordinaten     |
| ------- | ---- | -------------------------------------------------------------------------- | ---- | -------------------------------- | --------------- |
| 00964   |      | Wohnhaus mit Hammerschmiede                                                | E    | Worblaufen, Schmiedeweg 5        | 601958 / 202857 |
| 08780   |      | Gosteli-Stiftung, Archiv zur Geschichte der schweizerischen Frauenbewegung | Arch | Worblaufen, Altikofenstrasse 186 | 601813 / 203191 |

### Jegenstorf
| KGS-Nr. | Foto | Objektbezeichnung  | Typ | Adresse                   | Koordinaten     |
| ------- | ---- | ------------------ | --- | ------------------------- | --------------- |
| 00965   |      | Reformierte Kirche | E   | Solothurnstrasse 1        | 605195 / 211030 |
| 00966   |      | Schloss            | O   | General-Guisanstrasse 1–5 | 605394 / 210758 |

### Kallnach
| KGS-Nr. | Foto | Objektbezeichnung                                           | Typ | Adresse       | Koordinaten     |
| ------- | ---- | ----------------------------------------------------------- | --- | ------------- | --------------- |
| 16531   |      | Bergweg, römisches Gebäude / frühmittelalterlicher Friedhof | A   | Bergweg       | 584480 / 208040 |
| 16532   |      | Challnechwald, eisenzeitliche Grabhügel                     | A   | Challnechwald | 583515 / 205506 |

### Kandergrund
| KGS-Nr. | Foto | Objektbezeichnung                      | Typ | Adresse                        | Koordinaten     |
| ------- | ---- | -------------------------------------- | --- | ------------------------------ | --------------- |
| 00969   |      | Felsenburg, mittelalterliche Burgruine | E   | Blausee-Mitholz, Horeweid 196d | 618000 / 153426 |

### Kandersteg
| KGS-Nr. | Foto | Objektbezeichnung                                                                                               | Typ | Adresse               | Koordinaten     |
| ------- | ---- | --- | --- | --------------------- | --------------- |
| 00972   |      | Gasthof Ruedihaus                                                                                               | E   | Hinder de Büele 6, 6a | 617557 / 148492 |
| 16533   |      | Lötschenpass, bronzezeitliche / römische / mittelalterliche-neuzeitliche Passfunde sogenannte "Ice Patch" Funde | A   | Lötschenpass          | 621101 / 140471 |

### Kehrsatz
| KGS-Nr. | Foto | Objektbezeichnung | Typ | Adresse   | Koordinaten     |
| ------- | ---- | ----------------- | --- | --------- | --------------- |
| 00973   |      | Landsitz Lohn     | O   | Lohnweg 2 | 602745 / 195290 |

### Kiesen
| KGS-Nr. | Foto | Objektbezeichnung | Typ | Adresse       | Koordinaten     |
| ------- | ---- | ----------------- | --- | ------------- | --------------- |
| 09781   |      | Schlossgut        | O   | Bernstrasse 6 | 611254 / 185583 |

### Kirchberg
| KGS-Nr. | Foto | Objektbezeichnung                    | Typ | Adresse       | Koordinaten     |
| ------- | ---- | ------------------------------------ | --- | ------------- | --------------- |
| 00978   |      | Kleehof (Dubois- oder Tschiffeligut) | O   | Chleehof 2–10 | 610657 / 215820 |

### Kirchdorf
| KGS-Nr. | Foto | Objektbezeichnung | Typ | Adresse                | Koordinaten     |
| ------- | ---- | ----------------- | --- | ---------------------- | --------------- |
| 09208   |      | Speicher          | E   | Mühledorf, Filgesse 31 | 607504 / 186039 |

### Kirchlindach
| KGS-Nr. | Foto | Objektbezeichnung | Typ | Adresse                              | Koordinaten     |
| ------- | ---- | ----------------- | --- | ------------------------------------ | --------------- |
| 00985   |      | Siedlung Halen    | O   | Herrenschwanden, Siedlung Halen 1–77 | 598080 / 202390 |
| 10503   |      | Neubrügg          | E   | Neubrückstrasse/Stuckishausstrasse   | 599200 / 202520 |
| 10504   |      | Halenbrücke       | E   | Halenstrasse                         | 598450 / 202280 |

### Köniz
| KGS-Nr. | Foto | Objektbezeichnung                                                          | Typ  | Adresse                                                | Koordinaten     |
| ------- | ---- | -------------------------------------------------------------------------- | ---- | ------------------------------------------------------ | --------------- |
| 00987   |      | Ehemalige Komturei mit Schloss, Kirche und Nebenbauten                     | O    | Muhlernstrasse 1–15                                    | 598114 / 196644 |
| 00988   |      | Bauernhaus mit Speicher                                                    | O    | Niederwangen / Herzwil, Herzwilstrasse 175             | 595594 / 196041 |
| 00989   |      | Villa Morillon                                                             | E    | Wabern, Morillonstrasse 45                             | 599795 / 198050 |
| 00990   |      | Hölzernes Herrenhaus                                                       | E    | Mittelhäusern / Grossgschneit, Grossgschneitstrasse 30 | 595269 / 191149 |
| 00992   |      | Bauernhaus mit Stöckli und Speicher                                        | O    | Gasel / Mengestorf, Mengestorfbergstrasse 191–193      | 596124 / 194235 |
| 00994   |      | Herrenstock                                                                | E    | Niederscherli, Schwarzenburgstrasse 810                | 596148 / 192645 |
| 00996   |      | Karten- und Bildsammlung des Bundesamtes für Landestopographie (swisstopo) | Arch | Wabern, Seftigenstrasse 264                            | 600040 / 197410 |
| 08840   |      | Historisches Archiv und Bibliothek PTT                                     | Arch | Sägestrasse 77                                         | 598108 / 196998 |
| 09560   |      | Chly-Wabere, bronzezeitliche Siedlung / römischer Gutshof                  | A    | Wabern, Breitenacher                                   | 601865 / 196380 |
| 16534   |      | Schloss, frühmittelalterliche-mittelalterliche Kirche und Gebäudekomplexe  | A    | Muhlernstrasse                                         | 598112 / 196629 |

### Koppigen
| KGS-Nr. | Foto | Objektbezeichnung                                      | Typ | Adresse                   | Koordinaten     |
| ------- | ---- | ------------------------------------------------------ | --- | ------------------------- | --------------- |
| 09224   |      | Ehemaliger Bären mit Nebenbauten im Weiler St. Niklaus | O   | Bern-Zürichstrasse 28, 30 | 613278 / 219955 |

### La Ferrière
| KGS-Nr. | Foto | Objektbezeichnung            | Typ | Adresse                  | Koordinaten     |
| ------- | ---- | ---------------------------- | --- | ------------------------ | --------------- |
| 09526   |      | Maison Gagnebin, le Pavillon | E   | Rue des Trois-Cantons 22 | 558620 / 221478 |

### La Neuveville
| KGS-Nr. | Foto | Objektbezeichnung                             | Typ | Adresse                       | Koordinaten     |
| ------- | ---- | --------------------------------------------- | --- | ----------------------------- | --------------- |
| 01104   |      | Bannerträgerbrunnen (Fontaines des Bannerets) | E   | Rue du Marché                 | 573704 / 212546 |
| 01105   |      | Reformierte Weisse Kirche                     | E   | Chemin de la Blanche Église 2 | 574056 / 212650 |
| 01107   |      | Hof Ligerz (Cour Gléresse)                    | E   | Route de Bienne 66, 66a       | 576841 / 214752 |
| 01109   |      | Rathaus                                       | E   | Ruelle de l’Hôtel de Ville 11 | 573737 / 212584 |
| 01110   |      | Maison des Dragons                            | E   | Rue du Marché 27              | 573750 / 212475 |
| 01111   |      | Maison de Berne                               | E   | Rue du port 14                | 573740 / 212402 |
| 09916   |      | Stadtbefestigung                              | O   |                               | 573687 / 212456 |

### Langenthal
| KGS-Nr. | Foto | Objektbezeichnung                                                 | Typ | Adresse       | Koordinaten     |
| ------- | ---- | ----------------------------------------------------------------- | --- | ------------- | --------------- |
| 01009   |      | Mühle                                                             | E   | Mühleweg 23   | 626785 / 229363 |
| 01011   |      | Kaufhaus                                                          | E   | Marktgasse 13 | 626574 / 229104 |
| 09572   |      | Unterhard, eisenzeitlicher-frühmittelalterlicher Bestattungsplatz | A   |               | 626300 / 231100 |

### Langnau im Emmental
| KGS-Nr. | Foto | Objektbezeichnung                   | Typ | Adresse            | Koordinaten     |
| ------- | ---- | ----------------------------------- | --- | ------------------ | --------------- |
| 01012   |      | Chüechlihaus (Gebäude)              | E   | Bärenplatz 2       | 626340 / 199105 |
| 01015   |      | Bauernhaus Dürsrüti mit Nebenbauten | O   | Unter-Dürsrüti 391 | 625086 / 199869 |
| 01018   |      | Reformierte Kirche                  | E   | Bärenplatz 5       | 626380 / 199026 |
| 16945   |      | Chüechlihaus (Sammlung)             | M   | Bärenplatz 2       | 626340 / 199105 |

### Lauenen
| KGS-Nr. | Foto | Objektbezeichnung               | Typ | Adresse        | Koordinaten     |
| ------- | ---- | ------------------------------- | --- | -------------- | --------------- |
| 01021   |      | Ehemaliges Bauernhaus mit Mühle | E   | Mühlestrasse 1 | 591075 / 141462 |

### Laupen
| KGS-Nr. | Foto | Objektbezeichnung | Typ | Adresse   | Koordinaten     |
| ------- | ---- | ----------------- | --- | --------- | --------------- |
| 01023   |      | Schloss           | E   | Schloss 1 | 584996 / 194584 |

### Lauperswil
| KGS-Nr. | Foto | Objektbezeichnung | Typ | Adresse      | Koordinaten     |
| ------- | ---- | ----------------- | --- | ------------ | --------------- |
| 01026   |      | Kirche            | E   | Dorf 45      | 623046 / 201731 |
| 01027   |      | Herrenbauernhaus  | O   | Kalchmatt 23 | 622844 / 202189 |

### Lauterbrunnen
| KGS-Nr. | Foto | Objektbezeichnung                                               | Typ | Adresse                 | Koordinaten     |
| ------- | ---- | --------------------------------------------------------------- | --- | ----------------------- | --------------- |
| 09573   |      | Trachsellauenen (mittelalterlicher/neuzeitlicher Silberbergbau) | A   |                         | 635500 / 152599 |
| 09918   |      | Luftseilbahn Stechelberg–Schilthorn                             | S   |                         | 635000 / 159999 |
| 16763   |      | Hotel Regina                                                    | E   | Mürren, Borthalten 1036 | 634876 / 156565 |
| 17059   |      | Jungfraubahnen                                                  | S   |                         | 640053 / 159479 |

### Lenk
| KGS-Nr. | Foto | Objektbezeichnung                                                                                   | Typ | Adresse     | Koordinaten     |
| ------- | ---- | --------------------------------------------------------------------------------------------------- | --- | ----------- | --------------- |
| 16535   |      | Neolithische-bronzezeitliche, römische und mittelalterliche Passfunde, sogenannte "Ice Patch"-Funde | F   | Schnidejoch | 596100 / 135351 |

### Ligerz
| KGS-Nr. | Foto | Objektbezeichnung  | Typ | Adresse           | Koordinaten     |
| ------- | ---- | ------------------ | --- | ----------------- | --------------- |
| 01037   |      | Kirche             | E   | Charrière 12, 12a | 576977 / 215029 |
| 01038   |      | Gaberelhaus Nr. 53 | E   | Dorfgasse 20      | 577120 / 214955 |
| 09204   |      | Aarbergerhaus      | E   | Hauptstrasse 19   | 577065 / 214922 |

### Lotzwil
| KGS-Nr. | Foto | Objektbezeichnung     | Typ | Adresse          | Koordinaten     |
| ------- | ---- | --------------------- | --- | ---------------- | --------------- |
| 01041   |      | Pfarrhaus             | E   | Kirchgasse 3     | 626587 / 226709 |
| 09205   |      | Bauernhaus Ingold-Hof | O   | Huttwilstrasse 5 | 626739 / 226627 |

### Lüscherz
| KGS-Nr. | Foto | Objektbezeichnung                                                                                      | Typ | Adresse                | Koordinaten     |
| ------- | ---- | --- | --- | ---------------------- | --------------- |
| 09574   |      | Eisenzeitliche Grabhügelgruppe                                                                         | A   | Schaltenrain/Grossholz | 577171 / 208730 |
| 16536   |      | Dorfstation (CH-BE-02), Fundstelle der UNESCO-Welterbestätte «Prähistorische Pfahlbauten um die Alpen» | A   | Dorfstation            | 570362 / 208760 |

### Lützelflüh
| KGS-Nr. | Foto | Objektbezeichnung             | Typ | Adresse         | Koordinaten     |
| ------- | ---- | ----------------------------- | --- | --------------- | --------------- |
| 01045   |      | Ehemalige Mühle (Kulturmühle) | E   | Mühlegasse 29   | 619451 / 206026 |
| 01046   |      | Pfarrhaus                     | E   | Rainbergliweg 2 | 618912 / 206443 |

### Mattstetten
| KGS-Nr. | Foto | Objektbezeichnung | Typ | Adresse              | Koordinaten     |
| ------- | ---- | ----------------- | --- | -------------------- | --------------- |
| 09493   |      | Dorfbrunnen       | E   | Jegenstorfstrasse 33 | 605699 / 208781 |

### Meiringen
| KGS-Nr. | Foto | Objektbezeichnung                  | Typ | Adresse               | Koordinaten     |
| ------- | ---- | ---------------------------------- | --- | --------------------- | --------------- |
| 01059   |      | Reformierte Kirche mit Nebenbauten | O   | Bei der Kirche 2, 4,6 | 657370 / 175649 |
| 09050   |      | Hotel Sauvage                      | E   | Bahnhofstrasse 30     | 657270 / 175311 |

### Melchnau
| KGS-Nr. | Foto | Objektbezeichnung   | Typ | Adresse        | Koordinaten     |
| ------- | ---- | ------------------- | --- | -------------- | --------------- |
| 09206   |      | Stock des Birlihofs | E   | Birlihof 121a  | 630501 / 225514 |
| 09207   |      | Käserstock          | E   | Dorfstrasse 78 | 631284 / 225755 |

### Moosseedorf
| KGS-Nr. | Foto | Objektbezeichnung                         | Typ | Adresse                   | Koordinaten     |
| ------- | ---- | ----------------------------------------- | --- | ------------------------- | --------------- |
| 01069   |      | Moosbühl (paläolithische Freilandstation) | A   | Gewerbestrasse / Unterweg | 603935 / 206995 |

### Moutier
| KGS-Nr. | Foto | Objektbezeichnung                  | Typ | Adresse            | Koordinaten     |
| ------- | ---- | ---------------------------------- | --- | ------------------ | --------------- |
| 01072   |      | Kapelle von Chalières mit Friedhof | E   | Rue du Chalière 14 | 594146 / 235860 |

### Mühleberg
| KGS-Nr. | Foto | Objektbezeichnung                  | Typ | Adresse    | Koordinaten     |
| ------- | ---- | ---------------------------------- | --- | ---------- | --------------- |
| 01081   |      | Eisenbahnviadukt BN über die Saane | E   | Gümmenenau | 585135 / 198290 |

### Münchenbuchsee
| KGS-Nr. | Foto | Objektbezeichnung                   | Typ | Adresse                  | Koordinaten     |
| ------- | ---- | ----------------------------------- | --- | ------------------------ | --------------- |
| 10548   |      | Schloss- und Institutsbauten Hofwil | O   | Hofwilstrasse 38, 45, 51 | 601703 / 207777 |

### Münchenwiler
| KGS-Nr. | Foto | Objektbezeichnung | Typ | Adresse      | Koordinaten     |
| ------- | ---- | ----------------- | --- | ------------ | --------------- |
| 01089   |      | Schloss mit Park  | O   | Kühergasse 7 | 576255 / 195720 |

### Münsingen
| KGS-Nr. | Foto | Objektbezeichnung                      | Typ | Adresse                | Koordinaten     |
| ------- | ---- | -------------------------------------- | --- | ---------------------- | --------------- |
| 01093   |      | Pfarrhaus                              | E   | Pfarrstutz 1           | 609246 / 191982 |
| 09038   |      | Produktions- und Verwaltungsanlage USM | O   | Thunstrasse 53, 55, 57 | 609665 / 190550 |
| 10556   |      | Klinikgebäude Münsingen                | O   | Hunzigenallee 1–47     | 609027 / 191529 |

### Muri bei Bern
| KGS-Nr. | Foto | Objektbezeichnung      | Typ | Adresse                 | Koordinaten     |
| ------- | ---- | ---------------------- | --- | ----------------------- | --------------- |
| 01097   |      | Hofgut mit Nebenbauten | O   | Vordere Dorfgasse 12–20 | 605596 / 198075 |
| 01098   |      | Schloss Gümligen       | E   | Dorfstrasse 107         | 605830 / 198181 |

### Nidau
| KGS-Nr. | Foto | Objektbezeichnung                              | Typ | Adresse                    | Koordinaten     |
| ------- | ---- | ---------------------------------------------- | --- | -------------------------- | --------------- |
| 01119   |      | Schloss                                        | E   | Hauptstrasse 2–8           | 584944 / 219663 |
| 08982   |      | Rathaus                                        | E   | Hauptstrasse 32            | 584941 / 219426 |
| 09034   |      | Strandbad Biel                                 | E   | Uferweg 40                 | 584597 / 219893 |
| 16537   |      | Neolithische-bronzezeitliche Seeufersiedlungen | A   | Schlossmatte / Strandboden | 584700 / 219700 |

### Niederönz
| KGS-Nr. | Foto | Objektbezeichnung   | Typ | Adresse             | Koordinaten     |
| ------- | ---- | ------------------- | --- | ------------------- | --------------- |
| 16764   |      | Gemauerter Speicher | E   | Dörflistrasse 4, 4a | 618971 / 226429 |
| 16765   |      | Gemauerter Speicher | E   | Dörflistrasse 9a    | 618976 / 226307 |

### Oberbalm
| KGS-Nr. | Foto | Objektbezeichnung | Typ | Adresse        | Koordinaten     |
| ------- | ---- | ----------------- | --- | -------------- | --------------- |
| 09210   |      | Speicher          | E   | Horbermatt 114 | 598883 / 191515 |
| 09231   |      | Bauernhaus        | E   | Stöckli 203    | 597453 / 189700 |

### Oberbipp
| KGS-Nr. | Foto | Objektbezeichnung                                                             | Typ | Adresse              | Koordinaten     |
| ------- | ---- | ----------------------------------------------------------------------------- | --- | -------------------- | --------------- |
| 01132   |      | Schloss Bipp mit Nebenbauten (Burgruine, Gutshof, Stöckli, Remise und Schopf) | E   | Schlossstrasse 26–30 | 616125 / 234755 |
| 16538   |      | Neolithischer Dolmen und weitere Megalithen                                   | A   | Steingasse           | 616750 / 234390 |

### Oberburg
| KGS-Nr. | Foto | Objektbezeichnung     | Typ | Adresse                   | Koordinaten     |
| ------- | ---- | --------------------- | --- | ------------------------- | --------------- |
| 09769   |      | Bauernhaus Staldenhof | E   | Untere Oschwandstrasse 38 | 614170 / 208653 |

### Oberdiessbach
| KGS-Nr. | Foto | Objektbezeichnung                   | Typ | Adresse                  | Koordinaten     |
| ------- | ---- | ----------------------------------- | --- | ------------------------ | --------------- |
| 01136   |      | Landsitz Diessenhof mit Nebenbauten | O   | Lindenstrasse 20–24      | 614001 / 187138 |
| 01137   |      | Familienkapelle von Wattenwyl       | O   | Burgdorfstrasse 6        | 613780 / 187690 |
| 09502   |      | Neues Schloss                       | E   | Schloss-Strasse 50       | 614299 / 187549 |
| 09764   |      | Bauernhaus Statthalterhof           | O   | Bleiken, Oberbleiken 402 | 615771 / 185140 |

### Oberhofen am Thunersee
| KGS-Nr. | Foto | Objektbezeichnung | Typ | Adresse             | Koordinaten     |
| ------- | ---- | ----------------- | --- | ------------------- | --------------- |
| 01138   |      | Schloss           | O   | Schloss 1–11        | 617568 / 175413 |
| 01142   |      | Wichterheer-Gut   | E   | Staatsstrasse 16–20 | 617821 / 175280 |

### Oberried am Brienzersee
| KGS-Nr. | Foto | Objektbezeichnung | Typ | Adresse    | Koordinaten     |
| ------- | ---- | ----------------- | --- | ---------- | --------------- |
| 09235   |      | Bauernhaus        | E   | Platzli 83 | 639941 / 176331 |

### Oberwil im Simmental
| KGS-Nr. | Foto | Objektbezeichnung | Typ | Adresse  | Koordinaten     |
| ------- | ---- | ----------------- | --- | -------- | --------------- |
| 09236   |      | Vennerhaus        | E   | Büel 201 | 601099 / 167694 |

### Orpund
| KGS-Nr. | Foto | Objektbezeichnung                           | Typ | Adresse    | Koordinaten     |
| ------- | ---- | ------------------------------------------- | --- | ---------- | --------------- |
| 00302   |      | Eisenzeitliche Siedlungsreste / Schutthalde | E   | Löörezälgi | 588673 / 221261 |

### Péry-La Heutte
| KGS-Nr. | Foto | Objektbezeichnung                   | Typ | Adresse   | Koordinaten     |
| ------- | ---- | ----------------------------------- | --- | --------- | --------------- |
| 09571   |      | Le Van (mittelalterliche Glashütte) | A   | La Heutte | 583181 / 227480 |

### Petit-Val
| KGS-Nr. | Foto | Objektbezeichnung                                  | Typ | Adresse                          | Koordinaten     |
| ------- | ---- | -------------------------------------------------- | --- | -------------------------------- | --------------- |
| 01233   |      | Reformierte Kirche                                 | E   | Sornetan, Derrière les Maisons 8 | 583001 / 235930 |
| 09576   |      | Forêts du Beucle (mittelalterliches Eisenbergwerk) | A   | Monible                          | 582051 / 235450 |

### Pieterlen
| KGS-Nr. | Foto | Objektbezeichnung                                                                         | Typ | Adresse | Koordinaten |
| ------- | ---- | ----------------------------------------------------------------------------------------- | --- | ------- | ----------- |
| 09577   |      | Totenweg / Bünden / Kirche, frühmittelalterliches-mittelalterliches Gräberfeld und Kirche | O   |         |             |

### Pohlern
| KGS-Nr. | Foto | Objektbezeichnung       | Typ | Adresse       | Koordinaten     |
| ------- | ---- | ----------------------- | --- | ------------- | --------------- |
| 01160   |      | Bauernhaus, Landgasthof | E   | Rohrmooshof 3 | 607950 / 174253 |
| 09772   |      | Bauernhaus Mättli       | E   | Mettli 23     | 607632 / 174782 |

### Reichenbach im Kandertal
| KGS-Nr. | Foto | Objektbezeichnung                                      | Typ | Adresse        | Koordinaten     |
| ------- | ---- | ------------------------------------------------------ | --- | -------------- | --------------- |
| 01165   |      | Gasthof Bären                                          | E   | Dorfstrasse 21 | 619585 / 163848 |
| 09233   |      | Unteres Stuckihaus                                     | E   | Dorfstrasse 24 | 619548 / 163799 |
| 10424   |      | Letzi Mülenen, mittelalterliche-neuzeitliche Talsperre | A   | Mülenen        | 619400 / 165200 |

### Renan
| KGS-Nr. | Foto | Objektbezeichnung   | Typ | Adresse               | Koordinaten     |
| ------- | ---- | ------------------- | --- | --------------------- | --------------- |
| 16767   |      | Bauernhaus La Brise | E   | Envers des Convers 87 | 558244 / 216808 |

### Riggisberg
| KGS-Nr. | Foto | Objektbezeichnung         | Typ | Adresse                       | Koordinaten     |
| ------- | ---- | ------------------------- | --- | ----------------------------- | --------------- |
| 01192   |      | Schloss                   | E   | Rümligen, Schulhausstrasse 20 | 603911 / 186461 |
| 01196   |      | Speicherstöckli           | E   | Rüti bei Riggisberg, Grund 15 | 603431 / 180477 |
| 08547   |      | Abegg-Stiftung (Sammlung) | M   | Werner Abegg-Strasse 67       | 604267 / 184920 |

### Ringgenberg
| KGS-Nr. | Foto | Objektbezeichnung    | Typ | Adresse       | Koordinaten     |
| ------- | ---- | -------------------- | --- | ------------- | --------------- |
| 01175   |      | Kirche und Burgruine | O   | Kirchgasse 17 | 635060 / 172299 |

### Roggwil BE
| KGS-Nr. | Foto | Objektbezeichnung                     | Typ | Adresse | Koordinaten     |
| ------- | ---- | ------------------------------------- | --- | ------- | --------------- |
| 16539   |      | Fryburg, spätlatènezeitliches Oppidum | A   |         | 629100 / 232972 |

### Röthenbach im Emmental
| KGS-Nr. | Foto | Objektbezeichnung  | Typ | Adresse                     | Koordinaten     |
| ------- | ---- | ------------------ | --- | --------------------------- | --------------- |
| 01178   |      | Kirche Würzbrunnen | E   | Würzbrunnen 295             | 622755 / 190305 |
| 09237   |      | Alp Gabelspitz     | O   | Schallenberg-Gabelspitz 150 | 626695 / 186568 |

### Rüeggisberg
| KGS-Nr. | Foto | Objektbezeichnung                       | Typ | Adresse     | Koordinaten     |
| ------- | ---- | --------------------------------------- | --- | ----------- | --------------- |
| 01185   |      | Schwandbachbrücke                       | E   | Schwandbach | 597236 / 186466 |
| 01186   |      | Ruine der ehemaligen Cluniazenserkirche | E   | Kloster 1–3 | 599888 / 185395 |
| 09775   |      | Rossgrabenbrücke                        | E   | Rossgraben  | 596920 / 186295 |
| 16752   |      | Mittelalterliche Klosterruine           | A   | Kloster     | 599888 / 185395 |

### Rüegsau
| KGS-Nr. | Foto | Objektbezeichnung | Typ | Adresse                           | Koordinaten     |
| ------- | ---- | ----------------- | --- | --------------------------------- | --------------- |
| 10492   |      | Holzbrücke        | E   | Winterseistrasse / Brückenstrasse | 615986 / 207784 |

### Saanen
| KGS-Nr. | Foto | Objektbezeichnung | Typ | Adresse            | Koordinaten     |
| ------- | ---- | ----------------- | --- | ------------------ | --------------- |
| 01198   |      | Alte Kastlanei    | E   | Spitalstrasse 6, 8 | 586929 / 148698 |
| 01200   |      | Kirche            | E   | Chilchgasse 5      | 586165 / 148790 |

### Saicourt
| KGS-Nr. | Foto | Objektbezeichnung                        | Typ | Adresse      | Koordinaten     |
| ------- | ---- | ---------------------------------------- | --- | ------------ | --------------- |
| 01203   |      | Ehemalige Prämonstratenserabtei Bellelay | O   | Belellay 163 | 579564 / 234834 |

### Saint-Imier
| KGS-Nr. | Foto | Objektbezeichnung    | Typ | Adresse            | Koordinaten     |
| ------- | ---- | -------------------- | --- | ------------------ | --------------- |
| 01245   |      | Stiftskirche         | E   | Place du Marché 10 | 566479 / 222495 |
| 09282   |      | Uhrenfabrik Longines | O   | Les Longines 1–14  | 566999 / 222127 |

### Schangnau
| KGS-Nr. | Foto | Objektbezeichnung | Typ | Adresse | Koordinaten     |
| ------- | ---- | ----------------- | --- | ------- | --------------- |
| 09238   |      | Krämerhaus        | E   | Dorf 39 | 632196 / 186335 |

### Schattenhalb
| KGS-Nr. | Foto | Objektbezeichnung                                      | Typ | Adresse      | Koordinaten     |
| ------- | ---- | ------------------------------------------------------ | --- | ------------ | --------------- |
| 09921   |      | Reichenbachfallbahn mit Wasserkraftwerk Schattenhalb 2 | S   | Leimerli 255 | 657000 / 174999 |

### Schwarzenburg
| KGS-Nr. | Foto | Objektbezeichnung                              | Typ | Adresse         | Koordinaten     |
| ------- | ---- | ---------------------------------------------- | --- | --------------- | --------------- |
| 01317   |      | Grasburg, mittelalterliche Burgruine           | A E |                 | 591850 / 186970 |
| 01318   |      | Rossgrabenbrücke                               | E   | Rossgraben      | 596920 / 186295 |
| 01319   |      | Frühmesskapelle                                | E   | Käppeligässli 5 | 592620 / 185100 |
| 01320   |      | Schloss Schwarzenburg                          | O   | Schlossgasse 13 | 592579 / 184882 |
| 01327   |      | Bauernhaus Aeckenmatt mit Ofenhaus und Stöckli | O   | Bernstrasse 345 | 594270 / 189650 |
| 09230   |      | Speicher Henzischwand                          | E   | Henzischwand 8a | 595786 / 184288 |

### Seeberg
| KGS-Nr. | Foto | Objektbezeichnung                     | Typ | Adresse       | Koordinaten     |
| ------- | ---- | ------------------------------------- | --- | ------------- | --------------- |
| 16768   |      | Wohnhaus und Atelier Amiet mit Garage | E   | Dörfli 12, 13 | 620754 / 221149 |

### Seedorf BE
| KGS-Nr. | Foto | Objektbezeichnung                                                                                      | Typ | Adresse          | Koordinaten     |
| ------- | ---- | --- | --- | ---------------- | --------------- |
| 16540   |      | Lobsigensee (CH-BE-05), Fundstelle der UNESCO-Welterbestätte "Prähistorische Pfahlbauten um die Alpen" | A   | Unterdorfstrasse | 620754 / 221149 |

### Siselen
| KGS-Nr. | Foto | Objektbezeichnung | Typ | Adresse  | Koordinaten     |
| ------- | ---- | ----------------- | --- | -------- | --------------- |
| 01229   |      | Pfarrhaus         | E   | Juchen 5 | 581024 / 208969 |

### Sonvilier
| KGS-Nr. | Foto | Objektbezeichnung          | Typ | Adresse         | Koordinaten     |
| ------- | ---- | -------------------------- | --- | --------------- | --------------- |
| 01230   |      | Bauernhof Grande Coronelle | E   | La Coronelle 94 | 562542 / 223600 |

### Spiez
| KGS-Nr. | Foto | Objektbezeichnung                                                  | Typ | Adresse                      | Koordinaten     |
| ------- | ---- | ------------------------------------------------------------------ | --- | ---------------------------- | --------------- |
| 01236   |      | Reformierte Schlosskirche                                          | E   | Schlossstrasse 17            | 619110 / 170899 |
| 01237   |      | Schloss                                                            | E   | Schlossstrasse 16            | 619028 / 170912 |
| 09239   |      | Weinbauernhof                                                      | O   | Spiezbergstrasse 46, 48, 48a | 618770 / 171095 |
| 09578   |      | Neolithische-bronzezeitliche & mittelalterliche Höhensiedlung Bürg | A   | Bürg                         | 614580 / 174571 |
| 16541   |      | Bronzezeitliche Seeufersiedlung Gwattlischenmoos                   | A   | Gwattlischenmoos             | 619630 / 170000 |

### Steffisburg
| KGS-Nr. | Foto | Objektbezeichnung           | Typ | Adresse              | Koordinaten     |
| ------- | ---- | --------------------------- | --- | -------------------- | --------------- |
| 09089   |      | Ehemalige Regie Steffisburg | E   | Motorparkstrasse 123 | 613560 / 179092 |

### Studen
| KGS-Nr. | Foto | Objektbezeichnung                           | Typ | Adresse   | Koordinaten     |
| ------- | ---- | ------------------------------------------- | --- | --------- | --------------- |
| 01247   |      | Petinesca, römischer Vicus mit Tempelbezirk | A   | Keltenweg | 589151 / 217700 |

### Sumiswald
| KGS-Nr. | Foto | Objektbezeichnung  | Typ | Adresse       | Koordinaten     |
| ------- | ---- | ------------------ | --- | ------------- | --------------- |
| 01250   |      | Reformierte Kirche | E   | Kirchgasse 4  | 623290 / 208570 |
| 09240   |      | Gasthof Bären      | O   | Marktgasse 1  | 623353 / 208548 |
| 09241   |      | Pfarrhaus          | E   | Pfarrgässli 2 | 623363 / 208590 |

### Sutz-Lattrigen
| KGS-Nr. | Foto | Objektbezeichnung | Typ | Adresse      | Koordinaten     |
| ------- | ---- | --- | --- | ------------ | --------------- |
| 09127   |      | Von Rütte-Gut | O   | Seestrasse 6 | 582946 / 216877 |
| 09579   |      | Rütte (CH-BE-06), Fundstelle der UNESCO-Welterbestätte "Prähistorische Pfahlbauten um die Alpen"                                                  | A   |              | 583001 / 217200 |
| 16864   |      | Hauptstation VII / Kleine Station VII / Buchtstation / Neue Station / Ried Station VI / Solermatt, neolithische-bronzezeitliche Seeufersiedlungen | A   |              | 583001 / 217200 |

### Tavannes
| KGS-Nr. | Foto | Objektbezeichnung                                               | Typ | Adresse                 | Koordinaten     |
| ------- | ---- | --------------------------------------------------------------- | --- | ----------------------- | --------------- |
| 09580   |      | Pierre Pertuis (ausgeweiteter Felstunnel über der Römerstrasse) | A   |                         | 581481 / 229150 |
| 09765   |      | Église du Christ-Roi                                            | E   | Rue du Général Voirol 7 | 581731 / 230099 |

### Thun
| KGS-Nr. | Foto | Objektbezeichnung                                                                | Typ | Adresse                    | Koordinaten     |
| ------- | ---- | -------------------------------------------------------------------------------- | --- | -------------------------- | --------------- |
| 01260   |      | Dampfschiff Blüemlisalp                                                          | S   |                            | 614745 / 178125 |
| 01261   |      | Haus zum Rosengarten                                                             | E   | Freienhofgasse 20          | 614666 / 178478 |
| 01262   |      | Rathaus                                                                          | E   | Rathausplatz 1             | 614486 / 178713 |
| 01263   |      | Reformierte Kirche Scherzligen                                                   | E   | Strättligen, Seestrasse 41 | 615110 / 177370 |
| 01264   |      | Schloss Thun                                                                     | E   | Schlossberg 1, 2           | 614606 / 178784 |
| 01265   |      | Schloss Schadau, Dependenzen, Park                                               | O   | Seestrasse 45              | 615184 / 177234 |
| 01267   |      | Wocher-Panorama                                                                  | E   | Seestrasse 45f             | 615081 / 177186 |
| 01269   |      | Ehemaliges Hotel Bellevue-Du Parc                                                | O   | Göttibachweg 2             | 614801 / 178511 |
| 1271    |      | Landsitz Bellerive                                                               | O   | Gwattstrasse 120           | 614227 / 174968 |
| 01272   |      | Ehemaliges Hotel Thunerhof                                                       | E   | Hofstettenstrasse 14       | 614927 / 178324 |
| 01273   |      | Mannschaftskaserne                                                               | E   | Allmendstrasse 243–248     | 613851 / 178710 |
| 08586   |      | Schweizerisches Armeemuseum                                                      | M   | Allmendstrasse             | 612901 / 178926 |
| 09512   |      | Platzschulhaus (ehemaliges Spital)                                               | E   | Rathausplatz 3             | 614544 / 178728 |
| 10423   |      | Stadtbefestigung (Mauer, Tor, Chutzi-, Venner-Zyro- und Schwäbisturm (Lochturm)) | O   |                            | 614680 / 178700 |
| 11719   |      | Sammlung Historisches Armeematerial, Materialkompetenzzentrum Thun               | M   | Kasernenstrasse            | 613800 / 178500 |

### Thunstetten
| KGS-Nr. | Foto | Objektbezeichnung               | Typ | Adresse        | Koordinaten     |
| ------- | ---- | ------------------------------- | --- | -------------- | --------------- |
| 01277   |      | Schloss mit Park und Gartenhaus | E   | Bergasse 5, 5b | 623866 / 228322 |

### Toffen
| KGS-Nr. | Foto | Objektbezeichnung | Typ | Adresse      | Koordinaten     |
| ------- | ---- | ----------------- | --- | ------------ | --------------- |
| 01279   |      | Schloss           | E   | Schlossweg 4 | 603843 / 190259 |

### Trachselwald
| KGS-Nr. | Foto | Objektbezeichnung | Typ | Adresse   | Koordinaten     |
| ------- | ---- | ----------------- | --- | --------- | --------------- |
| 01281   |      | Kirche            | E   | Dorf 4    | 622740 / 207320 |
| 01283   |      | Schloss           | E   | Schloss 8 | 623056 / 207430 |

### Trub
| KGS-Nr. | Foto | Objektbezeichnung         | Typ | Adresse           | Koordinaten     |
| ------- | ---- | ------------------------- | --- | ----------------- | --------------- |
| 09227   |      | Bauernhaus Ober-Brandösch | E   | Brandösch 146     | 634713 / 202527 |
| 09228   |      | Bauernhaus Schmittenhof   | E   | Schmittenhof 11   | 631819 / 197863 |
| 09767   |      | Bauernhaus                | O   | Hinter Hütten 239 | 633009 / 203128 |

### Tschugg
| KGS-Nr. | Foto | Objektbezeichnung          | Typ | Adresse  | Koordinaten     |
| ------- | ---- | -------------------------- | --- | -------- | --------------- |
| 01291   |      | Ehemaliges Landgut Steiger | E   | Bethesda | 572264 / 208450 |

### Twann-Tüscherz
| KGS-Nr. | Foto | Objektbezeichnung | Typ | Adresse            | Koordinaten     |
| ------- | ---- | --- | --- | ------------------ | --------------- |
| 01294   |      | Ehemaliges Cluniazenserpriorat | O   | St. Petersinsel 26 | 577518 / 213230 |
| 01297   |      | Ehemaliges Thormanngut | E   | Wingreis 22, 24    | 580025 / 216784 |
| 09229   |      | Fraubrunnenhaus | E   | Dorfgasse 28       | 578694 / 216052 |
| 16543   |      | Neolithische-bronzezeitliche Seeufersiedlungen / römisches-frühmittelalterliches Heiligtum / spätmittelalterliches ehemaliges Kloster | A   | St. Petersinsel    | 577503 / 213227 |
| 16544   |      | Bahnhof (CH-BE-07), Fundstelle der UNESCO-Welterbestätte "Prähistorische Pfahlbauten um die Alpen"                                    | A   | Bahnhof            | 578600 / 215951 |

### Unterseen
| KGS-Nr. | Foto | Objektbezeichnung                              | Typ | Adresse | Koordinaten     |
| ------- | ---- | ---------------------------------------------- | --- | ------- | --------------- |
| 01301   |      | Ruine Weissenau                                | A E |         | 630140 / 168839 |
| 09581   |      | Altstadt (mittelalterliche/neuzeitliche Stadt) | A   |         | 631400 / 170699 |

### Utzenstorf
| KGS-Nr. | Foto | Objektbezeichnung                         | Typ | Adresse              | Koordinaten     |
| ------- | ---- | ----------------------------------------- | --- | -------------------- | --------------- |
| 01307   |      | Schloss Landshut                          | E   | Schlossstrasse 15–21 | 608344 / 220715 |
| 09582   |      | Bürglenhubel (neolithische Höhensiedlung) | A   | Burgerwald           | 610900 / 220050 |
| 09774   |      | Gasthof Bären                             | E   | Hauptstrasse 18      | 609011 / 219786 |

### Vinelz
| KGS-Nr. | Foto | Objektbezeichnung                                                                                      | Typ | Adresse                  | Koordinaten     |
| ------- | ---- | --- | --- | ------------------------ | --------------- |
| 09583   |      | Strandboden (CH-BE-08), Fundstelle der UNESCO-Welterbestätte "Prähistorische Pfahlbauten um die Alpen" | A   | Lüscherzstrasse          | 575151 / 209660 |
| 16865   |      | Ländti, neolithische-bronzezeitliche Seeufersiedlungen                                                 | A   | Ländti                   | 574850 / 209720 |
| 17225   |      | Eisenzeitliche Grabhügelgruppe                                                                         | A   | Schaltenrain / Grossholz | 577152 / 208694 |

### Walperswil
| KGS-Nr. | Foto | Objektbezeichnung | Typ | Adresse    | Koordinaten     |
| ------- | ---- | ----------------- | --- | ---------- | --------------- |
| 01330   |      | Pfarrhaus         | O   | Kirchweg 7 | 583977 / 212050 |

### Wangen an der Aare
| KGS-Nr. | Foto | Objektbezeichnung               | Typ | Adresse    | Koordinaten     |
| ------- | ---- | ------------------------------- | --- | ---------- | --------------- |
| 01333   |      | Holzbrücke                      | E   | Aarebrücke | 616401 / 231830 |
| 01337   |      | Schloss                         | E   | Städtli 26 | 616347 / 231714 |
| 09251   |      | Ehemaliger Wehrturm (Pfarrhaus) | E   | Städtli 40 | 616293 / 231703 |

### Wilderswil
| KGS-Nr. | Foto | Objektbezeichnung    | Typ | Adresse      | Koordinaten     |
| ------- | ---- | -------------------- | --- | ------------ | --------------- |
| 17034   |      | Schynige Platte-Bahn | E S | Hauptstrasse | 632965 / 168333 |

### Wimmis
| KGS-Nr. | Foto | Objektbezeichnung                        | Typ | Adresse         | Koordinaten     |
| ------- | ---- | ---------------------------------------- | --- | --------------- | --------------- |
| 01347   |      | Kirche                                   | E   | Schlossgasse 2a | 615064 / 169100 |
| 09925   |      | Schloss                                  | E   | Schlossgasse 6  | 614981 / 169051 |
| 10474   |      | Letzi Spissi, mittelalterliche Talsperre | A   |                 | 614590 / 168480 |

### Wohlen bei Bern
| KGS-Nr. | Foto | Objektbezeichnung | Typ | Adresse       | Koordinaten     |
| ------- | ---- | ----------------- | --- | ------------- | --------------- |
| 01348   |      | Hofenmühle        | E   | Mühlegasse 21 | 593325 / 201915 |

### Worb
| KGS-Nr. | Foto | Objektbezeichnung  | Typ | Adresse             | Koordinaten     |
| ------- | ---- | ------------------ | --- | ------------------- | --------------- |
| 01352   |      | Altes Schloss Worb | E   | Schloss 3, 6        | 609819 / 197816 |
| 01354   |      | Reformierte Kirche | E   | Enggisteinstrasse 6 | 609575 / 197680 |

### Wynau
| KGS-Nr. | Foto | Objektbezeichnung             | Typ | Adresse            | Koordinaten     |
| ------- | ---- | ----------------------------- | --- | ------------------ | --------------- |
| 01356   |      | Reformierte Kirche            | E   | Kirchweg 10        | 627984 / 234656 |
| 09252   |      | Speicherstöckli               | E   | Aarwangenstrasse 5 | 627995 / 234514 |
| 09782   |      | Pfarrhaus (mit Pfrundscheune) | O   | Kirchweg 12, 14    | 627995 / 234657 |

### Wynigen
| KGS-Nr. | Foto | Objektbezeichnung               | Typ | Adresse             | Koordinaten     |
| ------- | ---- | ------------------------------- | --- | ------------------- | --------------- |
| 01358   |      | Ehemaliger Gasthof Wilder Mann  | E   | Dorfstrasse 12      | 617288 / 217225 |
| 01360   |      | Pfarrhaus                       | E   | Dorfstrasse 8       | 617310 / 217255 |
| 09253   |      | Bauernhaus Oberbühl             | E   | Oberbühl 239        | 619763 / 217166 |
| 09254   |      | Dorfbrunnen                     | E   | Dorfstrasse         | 617382 / 217248 |
| 09255   |      | Speicher Oberbüel (Heidenstock) | E   | Oberbüel 239c       | 619747 / 217158 |
| 09768   |      | Bauernhaus «Glungge»            | O   | Brechershäusern 340 | 618829 / 218754 |

### Zollikofen
| KGS-Nr. | Foto | Objektbezeichnung                 | Typ  | Adresse                  | Koordinaten     |
| ------- | ---- | --------------------------------- | ---- | ------------------------ | --------------- |
| 01364   |      | Schloss Reichenbach               | O    | Schloss Reichenbach 6–11 | 600826 / 204411 |
| 09167   |      | Archiv Schweizer Milchproduzenten | Arch | Molkereistrasse 23       | 601634 / 204699 |

### Zweisimmen
| KGS-Nr. | Foto | Objektbezeichnung                                               | Typ | Adresse            | Koordinaten     |
| ------- | ---- | --------------------------------------------------------------- | --- | ------------------ | --------------- |
| 01367   |      | Reformierte Kirche mit Pfarrhaus                                | O   | Kirchgasse 4c-d, 8 | 594874 / 155626 |
| 01369   |      | Mittelalterliche Burgruine Oberer Mannenberg / Manneberg Riedli | A   | Mannenberg         | 595650 / 157820 |